# 查溫德帕里亞爾卡區

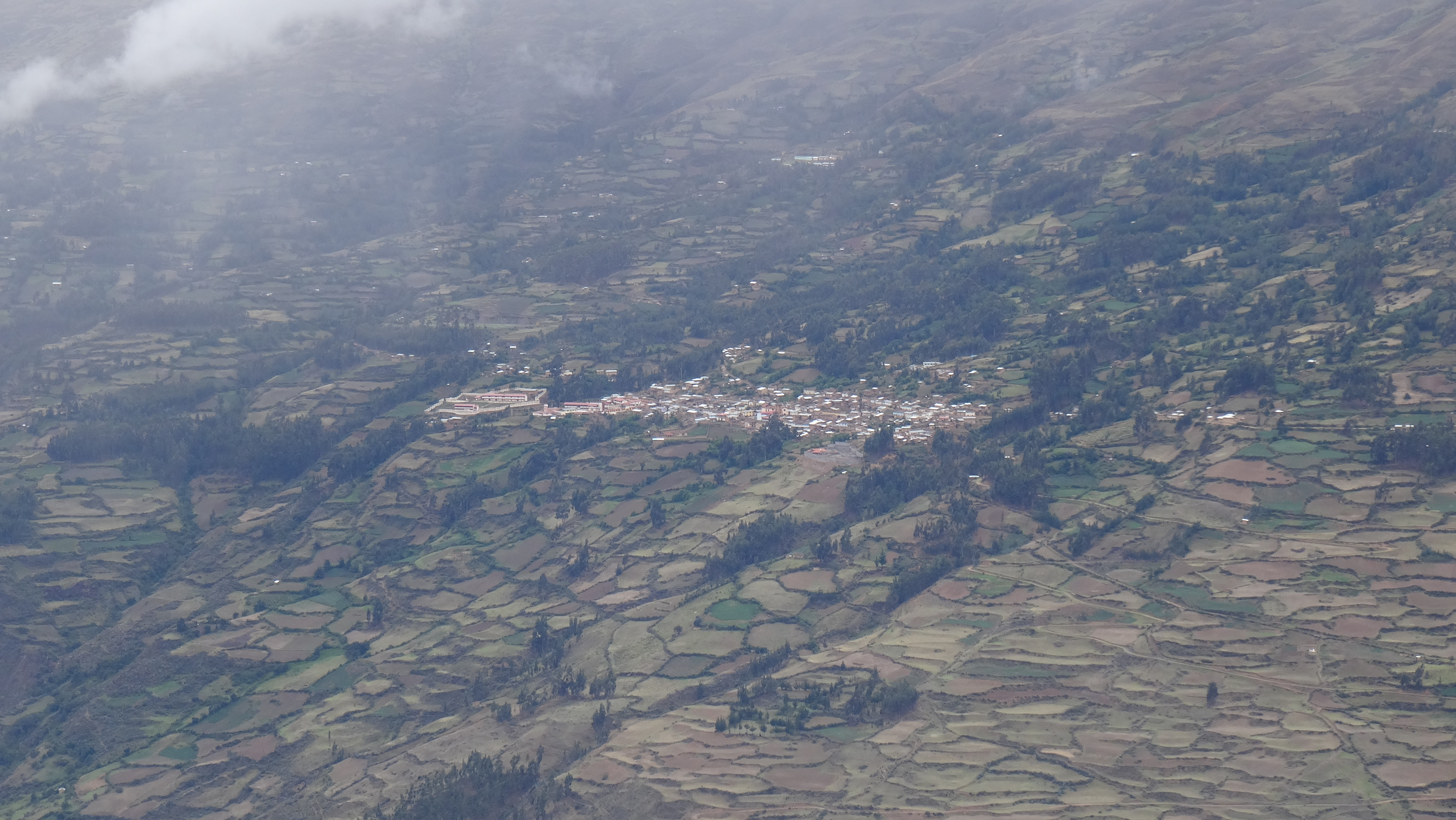

9°25′33″S 76°45′59″W / 9.4258°S 76.7664°W
查溫德帕里亞爾卡區（西班牙語：Distrito de Chavín de Pariarca），是秘魯的一個區，位於該國中部瓦努科大區的瓦馬利埃斯省，面積89.3平方公里，海拔高度3,362米，2005年人口4,862，人口密度每平方公里54人。